# Astra 2E
Astra 2E ist ein kommerzieller Kommunikationssatellit der Firma SES Global (vormals SES-Astra – Société Européenne des Satellites-Astra) mit Sitz in Betzdorf in Luxemburg.
Er wurde am 29. September 2013 um 21:38 UTC mit einer Proton-M-Trägerrakete vom Raketenstartplatz Baikonur in eine geostationäre Umlaufbahn gebracht. Damit startete der Satellit, trotz niedrigerem Buchstaben im Namen, ein Jahr später als Astra 2F.
Seit 2015 stellt Astra 2E Kapazitäten an Eutelsat zur Verfügung, die unter dem Satellitennamen Eutelsat 28E vermarktet werden.
Der dreiachsenstabilisierte Satellit ist mit 60 Ku-Band- und 4 Ka-Band-Transpondern ausgerüstet und soll von einer Position zwischen 28,2 und 28,5° Ost aus Europa und den Mittleren Osten mit Breitbanddiensten (Ka-band) und Fernsehen (Ku-band) versorgen. Er wurde auf Basis des Satellitenbus Eurostar E3000 von Astrium gebaut und besitzt eine geplante Lebensdauer von 15 Jahren.

## Empfang
Astra 2E hat im Ku-Band drei Ausleuchtzonen:
- Der UK-Spotbeam Spotbeam ist im Kern etwas größer als der von Astra 2F, fällt am Rand jedoch deutlich stärker ab. Sowohl bei Astra 2E als auch bei 2F sollen die UK-Spotbeams dafür sorgen, dass die BBC- und ITV-Programme („Freesat“) nicht oder nur mit großem Aufwand außerhalb von Großbritannien empfangen werden können. Dies klappt zum Leidwesen der ausländischen Zuschauer deutlich besser als bei den Vorgängern Astra 1N und Astra 2D. Die Umstellung der BBC erfolgte in der Nacht zum 6. Februar, bei ITV in der Nacht zum 11. Februar 2014.
- Der europäische Beam ist ähnlich wie der von Astra 2F, jedoch laut Betreiberfirma im Osten Deutschlands und Österreichs sowie im Westen Tschechiens schwächer als letzterer. Gegenüber dem Vorgänger Astra 1N, aber auch Astra 2A und Eutelsat 28A, sind die europäischen Ausleuchtzonen von Astra 2E und 2F kleiner, insbesondere in Richtung Osteuropa und Skandinavien. Anders als bei Astra 2F ging die Umstellung jedoch nicht noch mit einer deutlichen Erhöhung der Coderate einher. Die Umstellung der Sender erfolgte ab dem 4. Februar 2014, viele Transponder vom 1N wechselten jedoch nicht auf Astra 2E, sondern auf Astra 2A.
- Während Astra 2F einen Afrika-Beam hat, besitzt Astra 2E einen Beam für die arabische Halbinsel. Es besteht bei beiden keine nennenswerte Nutzung.